# Lotnisko mokotowskie

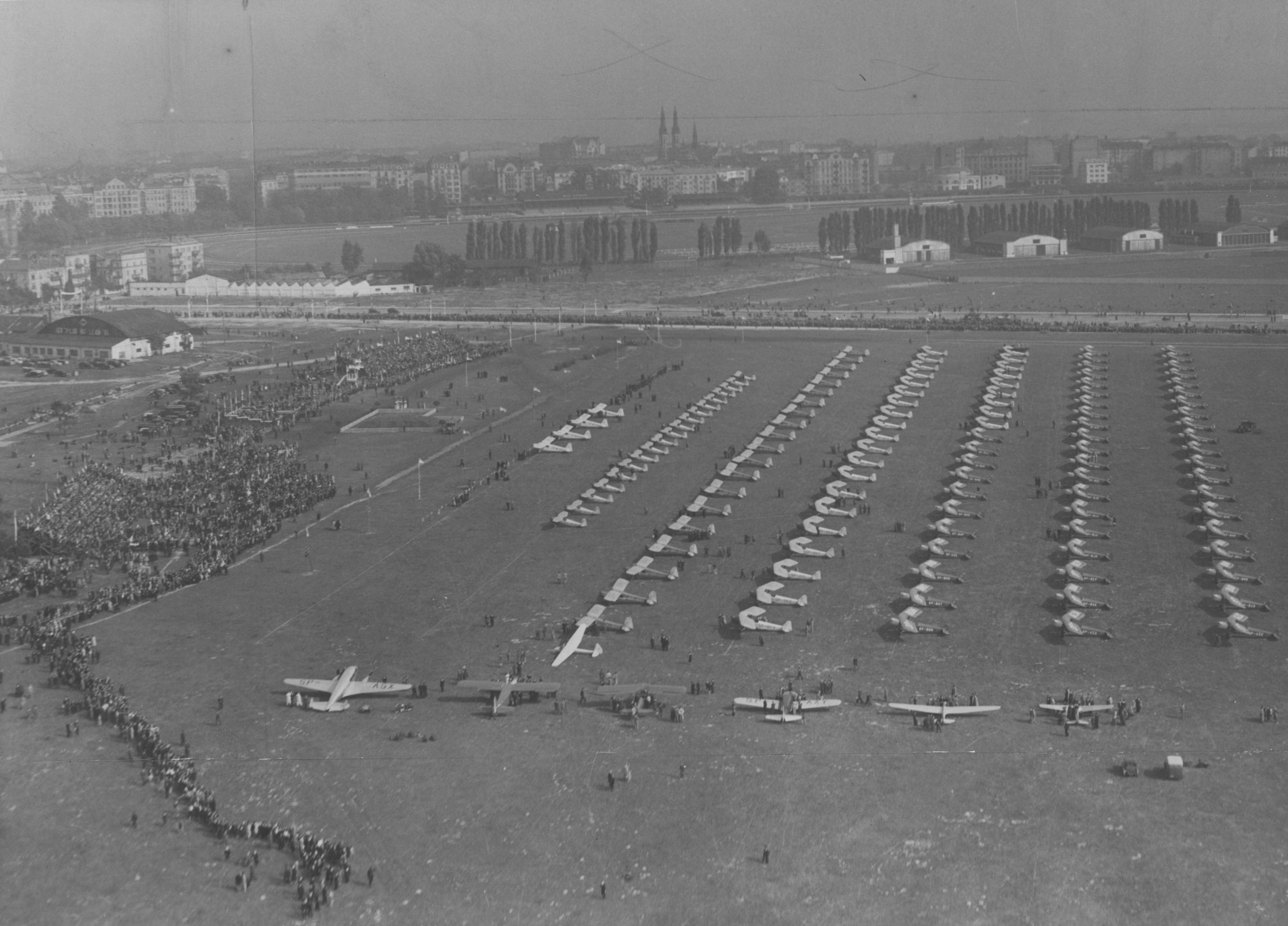
Lotnisko mokotowskie w 1937

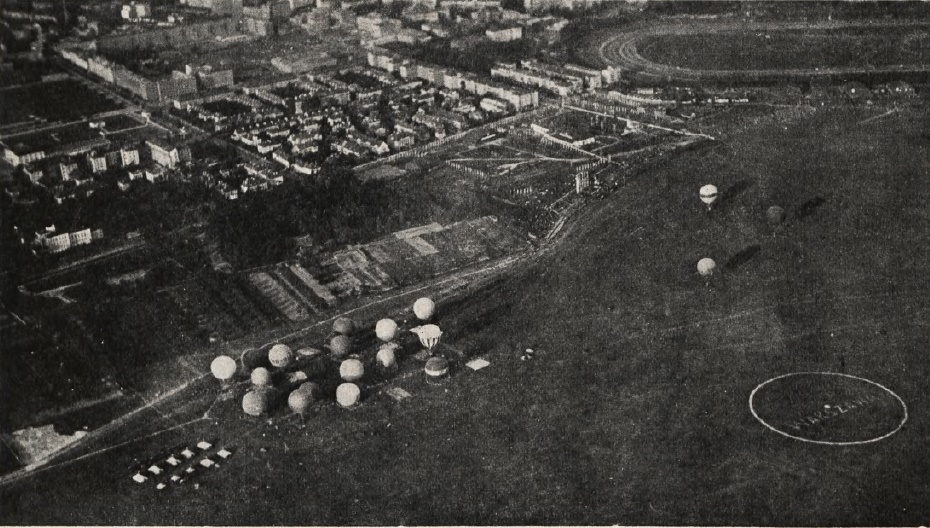
Start balonów z lotniska mokotowskiego w 1934 roku podczas XXII Pucharu Gordona Bennetta

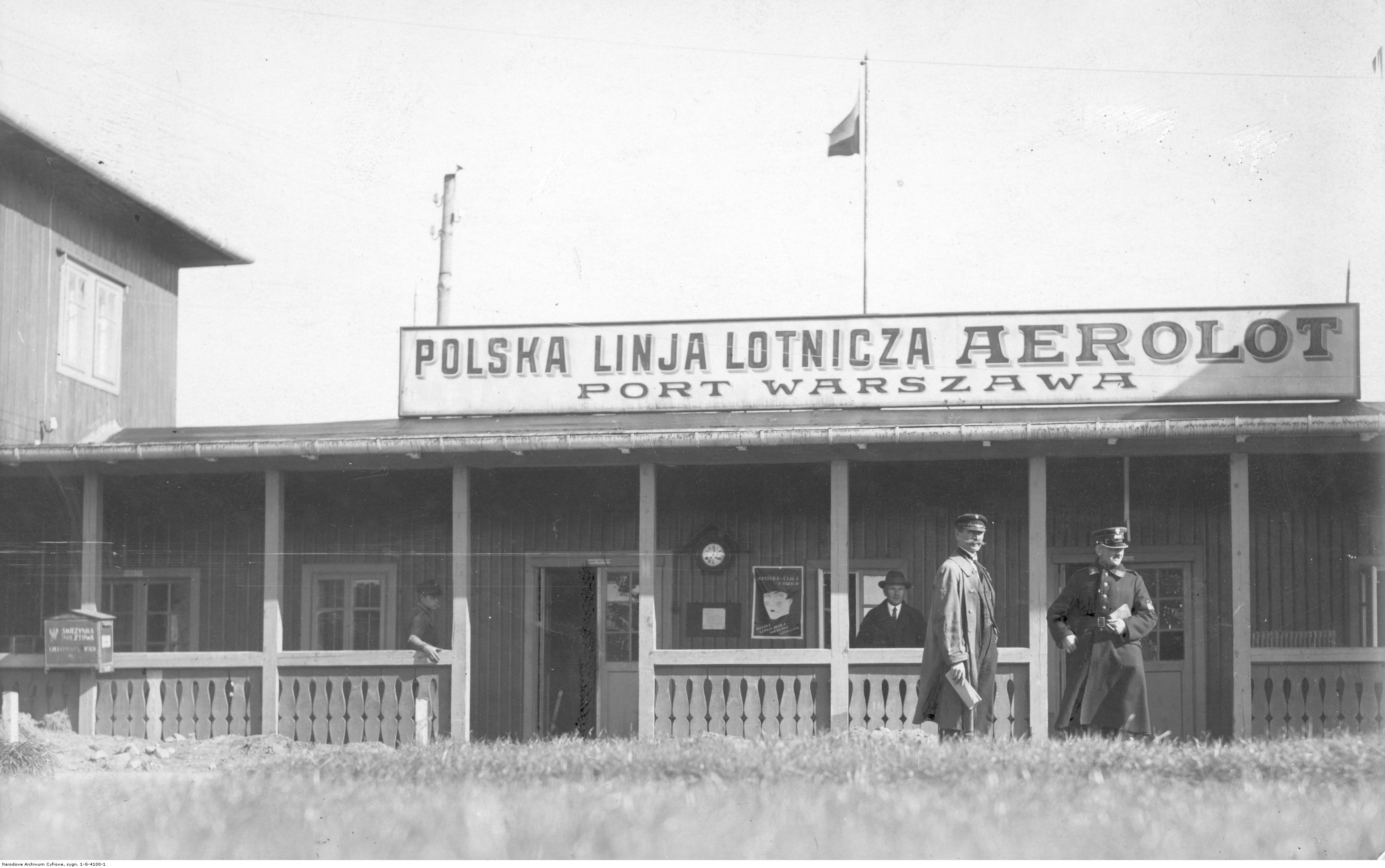
Budynek dworca lotniczego

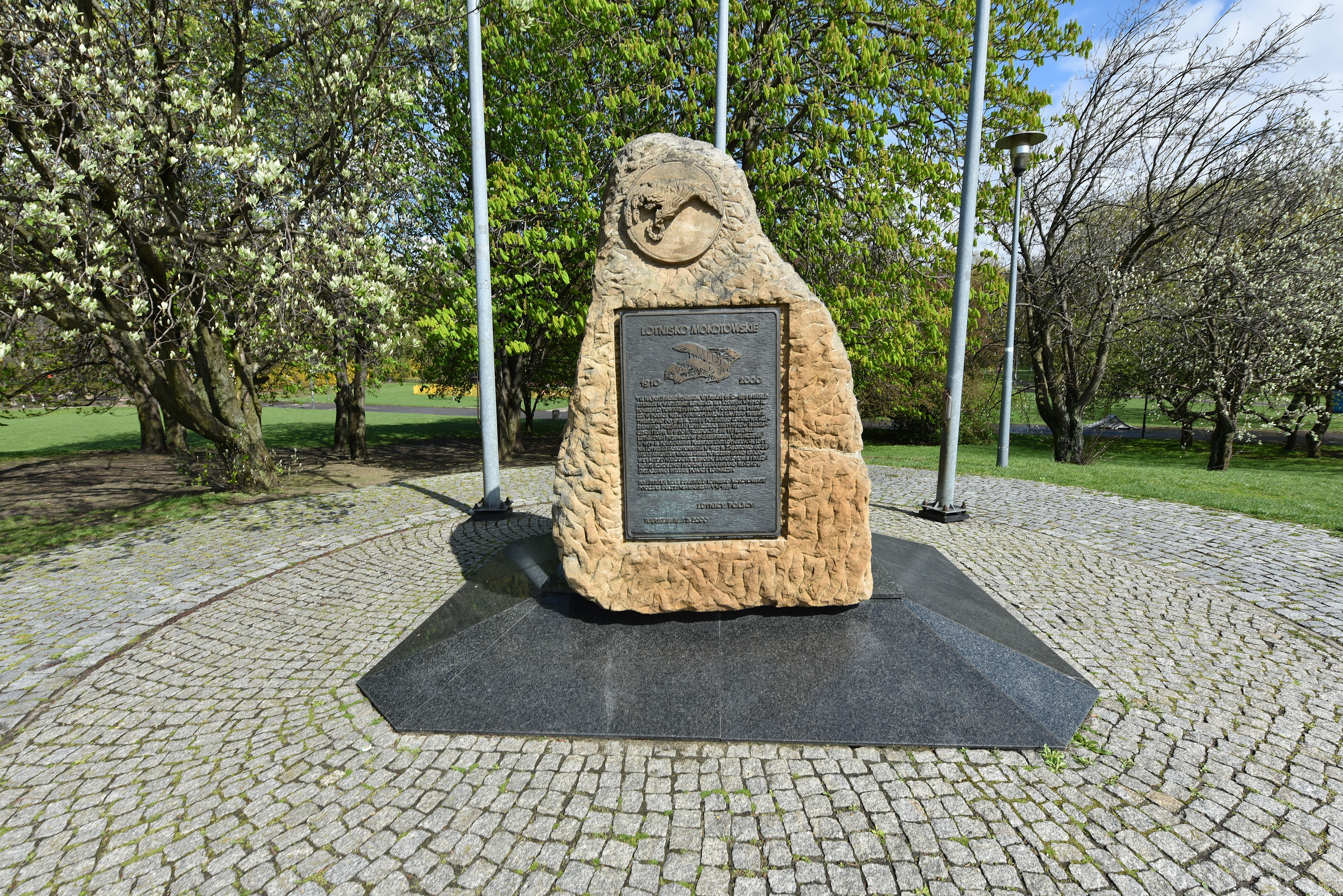
Obelisk upamiętniający lotnisko znajdujący się na Polu Mokotowskim

Lotnisko mokotowskie – lotnisko funkcjonujące w latach 1910–1947 na terenie Pola Mokotowskiego, na granicy obecnych dzielnic Mokotów, Ochota i Śródmieście. 

## Historia
Lotnisko urządzone w 1910 na Polu Mokotowskim było pierwszym w Warszawie. Sąsiadowało z torem wyścigów konnych. W maju 1910 powstało tam Warszawskie Towarzystwo Lotnicze Awiata założone przez księcia Stanisława Lubomirskiego. 
Na lotnisku odbyły się pierwsze w Polsce wzloty aeroplanów. Od stycznia 1915 na lotnisku stacjonowało sześć rosyjskich myśliwców, które miały wzmocnić obronę przeciwlotniczą miasta podczas niemieckich nalotów. W sierpniu 1915 lotnisko zostało zajęte przez Niemców, którzy później zbudowali tam m.in. 21 hangarów, specjalny hangar dla sterowca miękkiego typu Parseval, budynki szkoły lotniczej i budynki gospodarcze. 
Po odzyskaniu niepodległości, w roku 1919 na lotnisku tworzył się zalążek polskiego lotnictwa wojskowego, przemysłu lotniczego i instytutów badawczych związanych z lotnictwem. Planowano jednak zlikwidowanie lotniska, które znajdowało się w granicach miasta i ograniczało jego rozwój. Ruch lotniczy miał zostać przeniesiony na nowe cywilne lotnisko na Gocławiu, wojskowe na Okęciu oraz na sportowe lotnisko bielańskie.
Od 1920 z lotniska mokotowskiego odbywały się regularne loty pasażerskie (towarzystwa: „Franco Rumaine”, „Aerolloyd”, „Aerolot” i ostatecznie PLL „LOT”), a w 1929 powstał polski przewoźnik Polskie Linie Lotnicze LOT, od 1930 oficjalnie przyjęty do IATA z kodem LO. Odbywały się stąd początkowo regularne loty międzynarodowe do Bukaresztu, później do Aten, Bejrutu i Helsinek. W 1928 rozpoczął tam działalność Aeroklub Warszawski. Na lotnisku powstała stacja meteorologiczna.
Podczas przewrotu majowego w 1926 o lotnisko toczyły się walki pomiędzy oddziałami wiernymi rządowi Wincentego Witosa, a atakującymi oddziałami Józefa Piłsudskiego.
Na lotnisku odbywały się krajowe i międzynarodowe zawody samolotowe i balonowe, urządzano pokazy lotnicze i parady wojskowe. W 1934 odbyły się tam ceremonia otwarcia zawodów Challenge oraz XXII zawody Pucharu Gordona Bennetta. 
W kwietniu 1934 przeniesiono pasażerski ruch lotniczy z lotniska mokotowskiego na Okęcie. W 1935 odbyły się tam uroczystości związane z pogrzebem Józefa Piłsudskiego. Planowano tam budowę dzielnicy im. Józefa Piłsudskiego i Świątyni Opatrzności, jednak te plany nie zostały zrealizowane. Przeniesienie lotniska cywilnego umożliwiło budowę alei Niepodległości.
Lotnisko to odegrało istotną rolę w 1939 w czasie kampanii wrześniowej, stacjonowały tu czasowo 152 Eskadra Myśliwska włączona do Brygady Pościgowej i toruńska 41 Eskadra Rozpoznawcza, 2 września formowano tu Pluton Łącznikowy Naczelnego Dowódcy Lotnictwa, a od 9 września Zespół Lotniczy Obrony Warszawy. Po kapitulacji Warszawy lotnisko zostało zajęte przez Niemców, głównie przez obronę przeciwlotniczą, z działalnością lotniczą ograniczoną do minimum. Ostatecznie zlikwidowane po 1947.
Teren, na którym znajdowało się lotnisko, w większości zajmuje park Pole Mokotowskie, a w środkowej części parku ustawiono obelisk upamiętniający historię lotniska.